# マリウシュ・ヴァフ
マリウシュ・ヴァフ（Mariusz Wach、1979年12月14日 - ）は、ポーランドのプロボクサー。クラクフ出身。アメリカ合衆国ニュージャージー州ノースバーゲン在住。
日本語では「マリウシュ・ワフ」、「マリウシュ・ワッハ」や「マリウス・ワフ」とカナ表記される。

## 来歴
2005年4月29日、ドルヌィ・シロンスク県シュフィドニツァ郡シュフィエボジツェでデビュー戦を行い、初回TKO勝ちを収めデビュー戦を白星で飾った。
2006年6月23日、イリノイ州デュページ郡ヴィラ・パークでアーサー・クックとポーランドインターナショナルヘビー級王座決定戦を行い、9回1秒、クックの棄権により王座獲得に成功した。
2010年7月17日、シュヴェリーンのスポーツ・アンド・コングレス・センターでクリスチャン・ハマーとヘビー級8回戦を行い、6回1分56秒KO勝ちを収めた。
2011年2月19日、ニュージャージー州エセックス郡ニューアークのエセックス郡カレッジでジョナサン・ハグラーとWBCバルチックヘビー級王座決定戦を行い、3回1分22秒KO勝ちを収め王座獲得に成功した。
2011年7月29日、コネチカット州アンカスビルのモヒガンサンでケビン・マクブライドとWBCインターナショナルヘビー級王座決定戦を行い、4回2分25秒KO勝ちを収め王座獲得に成功した。
2011年11月5日、コネチカット州アンカスビルのモヒガンサンでジェイソン・ギャバンと対戦し、6回1分3秒TKO勝ちを収め初防衛に成功した。
2012年3月24日、アトランティックシティのリゾーツカジノホテルでタイ・フィールズと対戦し、6回1分44秒TKO勝ちを収め2度目の防衛に成功した。
2012年11月10日、ハンブルクのO2ワールド・ハンブルクでWBA・IBF・WBO・IBO世界ヘビー級スーパー王者ウラジミール・クリチコと対戦し、プロ初黒星となる12回0-3（2者が107-120、109-119）の判定負けを喫しWBA・IBF・WBO王座の獲得、IBO王座の獲得に失敗した。試合後、ヴァフから違反薬物が検出された為、この試合から12ヵ月間の出場停止処分と罰金6800ドルが科せられた。
2015年11月4日、カザンのタトネフト・アリーナで元WBA世界ヘビー級王者でWBC世界ヘビー級シルバー王者のアレクサンデル・ポベトキンと対戦し、12回50秒TKO負けを喫し王座獲得に失敗した。
2016年5月14日、オポーレ県ケンジェジン＝コジレ郡でマルセロ・ルイス・ナシメントとヘビー級10回戦を行い、10回3-0（96-94、96-95、98-92）の判定勝ちを収め再起した。
2016年7月12日、WBCはヴァフをWBC世界ヘビー級16位にランクインした。
2016年8月12日、WBCはヴァフをWBC世界ヘビー級14位にランクインした。
2016年11月13日、WBCはヴァフをWBC世界ヘビー級9位にランクインした。
2017年3月18日、ライプツィヒのアリーナ・ライプツィヒでアーカン・テッパーとノンタイトル12回戦を行い、12回3-0（116-112、115-113×2）の判定勝ちを収めた。
2017年11月11日、ニューヨーク州ユニオンデールのナッソー・ベテランズ・メモリアル・コロシアムでジャーレル・ミラーと対戦し、9回1分2秒TKO負けを喫した。

## 獲得タイトル
- ポーランドインターナショナルヘビー級王座
- WBCバルチックヘビー級王座
- WBCインターナショナルヘビー級王座